# ربما التعلم الصحيح تقريبا

شبكة عصبية ذات طبقات متعددة

في نظرية التعلم الحسابي [الإنجليزية]، ربما يكون التعلم الصحيح تقريبًا (PAC) هو إطار للتحليل الرياضي للتعلم الآلي. تم اقتراحه في عام 1984 من قبل ليزلي فاليانت.
حيث يتلقى المتعلم عينات ويجب عليه تحديد الفرضية التي تكون من فئة معينة للوظائف الممكنة. الهدف هو أنه مع وجود احتمال كبير ، سيكون للوظيفة المحددة أحتمال خطأ منخفض. يجب أن يكون المتعلم قادرًا على تعلم المفهوم في من خلال أي احتمال للنجاح ، أو توزيع العينات حيث تم تمديد النموذج لاحقًا لمعالجة الضوضاء (العينات المصنفة بشكل غير صحيح).
يتم تمثيل أحد الابتكارات المهمة في إطار التعلم الصحيح في إدخال مفاهيم نظرية التعقيد الحسابي في التعلم الآلي و من المتوقع أن يجد المتعلم وظائف فعالة ويجب على المتعلم نفسه تنفيذ إجراء فعال كذلك .

## التعاريف والمصطلحات
من أجل إعطاء تعريف لشيء يمكن تعلمه التعلم الصحيح ، سيتم استخدام مثالين. الأول هو مشكلة التعرف على الأحرف بالنظر إلى مجموعة من عدد معين من بت ترميز صورة ثنائية القيمة.[بحاجة لمصدر] المثال الآخر هو مشكلة إيجاد فاصل زمني يصنف بشكل صحيح النقاط داخل الفترة على أنها موجبة والنقاط خارج النطاق على أنها سالبة.